# Мировни споразум
Мировни уговор или мировни споразум је споразум између две зараћене стране, најчешће државе или владе, којим се формално завршава рат или оружани сукоб. Разликује се од примирја које је споразум о обустављању непријатељстава, као и од предаје којом једна од оружаних формација пристаје положити оружје.
Први познати пример мировног споразума је уговор између Рамзеса II и Хатушилиша III након битке код Кадеша која је ослабила обе државе. Уговор је склопљен у две идентичне копије - на египатским хијероглифима и хетитском писму. Садржи 18 чланова којима се одређује прекид непријатељства, међусобна помоћ у случају напада треће стране и размена заробљеника. 
Осим самог завршетка рата, мировни споразум по правилу садржи и додатне одредбе чија је сврха посредно или непосредно спречити избијање нових сукоба. То се првенствено односи на установљење нових или потврду пређашњих граница, механизме за решавање будућих спорова, плаћање ратне одштете, решавање статуса ратних заробљеника и избеглица, решавање међусобних дугова и установљење власништва, располагање природним ресурсима и установљење понашања једне или обеју страна (ограничење опсега и врсте оружаних снага и сл.).
Садржај мировног уговора ће најчешће зависити од исхода ратног сукоба, али и од спољнополитичких односа и дипломатске вештине преговарача. Најпознатији мировни споразуми су Вестфалски мир којим су успостављена начела модерне дипломатије; Париски мир 1815. године којим су потврђене одлуке Бечког конгреса одржаног након Наполеонових ратова са циљем успостављања нових граница у Европи; Версајски мир склопљен између сила Антанте и Немачке којим је уређена Европа након Првог светског рата итд. 